# Padižni potok
Padižni potok je hudourniški potok, ki zbira svoje vode vzhodno od soteske Pekel pri Borovnici in je desni pritok potoka Borovniščica. Ta se na Ljubljanskem barju kot desni pritok izliva v Ljubljanico.